# Montañas Togo
Los Montes de Togo son una cadena montañosa que se extiende por la región central del oeste del país africano de Togo y en las fronteras orientales y occidentales de los países de Ghana y Benín. En Ghana, la cadena también se conoce como las colinas de Akwapim (Akwapim Hills), y en Benín también es conocida como las montañas de Atakora. Parte de la cadena se asocia con el país de Níger, donde el Parque nacional de W se encuentra. El perro salvaje africano, Lycaon pictus fue encontrado históricamente en esta región, pero ahora ya no se encuentra en este sitio.